# 黒人歴史月間
黒人歴史月間またはアフリカ系アメリカ人歴史月間 (Black History Month またはAfrican-American History Month ) はアメリカ合衆国、カナダ、イギリスにおける、アフリカ系の偉人やアフリカ人ディアスポラの歴史を回想する年間行事。アメリカでは2月、イギリスでは10月に制定されている。

## 歴史
黒人歴史月間は1926年のアメリカにおいて、歴史家のカーター・G・ウッドソンとニグロの生活および歴史研究協会（現アフリカ系アメリカ人の生活および歴史研究協会）が2月第2週を『ニグロ歴史週間』とすると告知したことに始まる。この週が選ばれたのはエイブラハム・リンカーンの誕生日（2月12日）、フレデリック・ダグラスの誕生日（2月14日）が含まれていたからである。ウッドソンはこの祝日を、黒人の歴史がアメリカ史の礎となることによりいずれは不要となるものという希望を込めて創設した。ニグロ歴史週間は歓迎され、黒人歴史クラブの創立や、教師や進歩的白人の関心の向上などがみられた。その後数十年間で米国の多くの市長が祝日に制定するなど、ニグロ歴史週間は広く普及した。
1969年2月のケント州立大学の黒人学生連盟の代表の訴えにより、1976年、連邦政府は黒人歴史週間から黒人歴史月間に拡大することを承認。黒人歴史月間は1970年2月にケント州立大学で初めて祝われた。6年後、アメリカ合衆国建国200周年の際、合衆国政府によりニグロ歴史週間からニグロ歴史月間への拡大が正式に認められた。ジェラルド・R・フォード大統領はこのことに関して、国民に対し「我々の歴史のあらゆる側面において、あまりにも軽視されてきた黒人アメリカ人の業績を見直す機会を捉えるように」と訴えた。
1987年、イギリスで黒人歴史月間が初めて行なわれた。黒人歴史月間の制定はガーナのアナリストのAkyaaba Addai-Seboとグレーター・ロンドン・カウンシルの尽力と一般的に考えられている。
1995年、政治家のジーン・オーガスティンの申請後、カナダの庶民院は2月を黒人歴史月間とすることを公式に認めた。2008年、ドナルド・オリヴァー議員はカナダ議会に黒人歴史月間を制定することを求め、満場一致で可決した。

## 批評
1つの人種に限った歴史を年間行事とすることの実用性や公平性に関して毎年議論が行なわれている。多くの人々は黒人の歴史が1ヶ月間特別視されること、英雄崇拝されることに疑問を呈している。黒人歴史月間に批判的なモーガン・フリーマンは「黒人歴史月間は必要ない。黒人の歴史はアメリカの歴史なのだから」と語った。